# Rudolf Benfey
Rudolf Benfey (geb. 31. Dezember 1821 in Nörten bei Göttingen; gest. 21. Februar 1891 in Jena) war ein deutscher jüdischer Schriftsteller, Lehrer und Publizist.

## Leben
Im Herbst 1846 trat er der kurz zuvor gegründeten »Freien evangelischen Gemeinde« in Halle bei. Eine christliche Taufe ließ er an sich jedoch nicht vollziehen. Im Jahre 1847 lebte er in Halle (Saale) bis zu seiner Ausweisung aus Preußen, die im gleichen Jahr erfolgte. Er war möglicherweise an den revolutionären Bewegungen beteiligt, worin der Grund seiner Ausweisung bestanden haben kann. Er zog zunächst zurück nach Göttingen und lebte hier als Privatgelehrter. Im Jahre 1853 reichte er Beschwerde wegen Beeinträchtigung seiner persönlichen Freiheit ein. Vielleicht wurde er weiterhin hinsichtlich seiner politischen Gesinnung überwacht. Er war nach seiner Genesung seit 1879 verheiratet mit der Schriftstellerin Anna Benfey, geb. Schuppe, mit der schon lange zuvor schriftlicher Kontakt bestand und der von ihr auf seinen Wunsch während einer schweren Erkrankung in München besucht wurde. Gemeinsam lebte das Paar unter anderem in Weimar, Graz und Dresden. Rudolf Benfey wurde u. a. bekannt durch die Veröffentlichung seiner Erinnerungen an Friedrich Fröbel. Benfey stand auch mit dem Komponisten Franz Liszt in Kontakt. War er in seiner Frühzeit politisch-publizistisch tätig, wandte er sich später mehr der Pädagogik zu.

## Werke (Auswahl)
- Alexander von Humboldt und seine Bedeutung für Volksbildung; E. Festschrift zu seinem 100jährigen Geburtstage am 14. Sept. 1869.
- Schleiermacher und seine Bedeutung für das deutsche Volk; Eine Festschrift zu seinem hundertjährigen Geburtstage am 21. Nov. 1868.
- Die Stellung Bayerns zur deutschen Frage; Sendschreiben an die norddeutschen Gesinnungsgenossen, 1870.
- Erinnerungen an Friedrich Fröbel; Paul Schettler’s Verlag, 1880.
- Schiller der wahre deutsche Nationaldichter; Selbstverl. d. Verf., 1859.
- Socialismus und Genossenschaft; Rede gehalten im Berliner Cabeilerverein am 19. Oktober 1868, 1869.
- Grundgedanke und Architektonik des Göthe’schen Faust mit besonderer Berücksichtigung des zweiten Theils; Festgabe zur Geburtstagsfeier Göthe’s und Leitfaden bei der Aufführung, 1858.
- Alexander v. Humboldt und seine Bedeutung für Volksbildung; e. Festschr. zu seinem 100jährigen Geburtstage am 14. September 1869.
- Wegweiser in die Geschichte der Philosophie, Matthes, Leipzig 1869.